# Regione di Mandalay
La Regione di Mandalay è una divisione amministrativa della Birmania. È situata nel centro del paese. Confina con la divisione di Sagaing e con la divisione di Magway ad ovest; con lo stato Shan all'est e con lo stato Kayin e la divisione di Bago a sud. Il capoluogo regionale è Mandalay. Nel sud della divisione si trova la capitale nazionale, Naypyidaw.